# Amtsbezirk Großdorf
Der Amtsbezirk Großdorf war ein preußischer Amtsbezirk im Kreis Johannisburg (Regierungsbezirk Gumbinnen, ab 1905 Regierungsbezirk Allenstein) in der Provinz Ostpreußen, der am 8. April 1874 gegründet wurde. Der Amtsbezirk, der ursprünglich Amtsbezirk Belzonzen hieß, erhielt am 15. November 1938 den Namen Amtsbezirk Großdorf.
Der Amtsbezirk bestand bei seiner Gründung 1874 aus 14 Dörfern mit dem Hauptort Großdorf.
| Name                    | Geänderter Name 1938 bis 1945 | Polnischer Name | Bemerkungen                                   |
| ----------------------- | ----------------------------- | --------------- | --------------------------------------------- |
| Belzonzen               | Großdorf (Ostpr.)             | Bełcząc         |                                               |
| Czyborren               | Steinen (Ostpr.)              | Cibory          |                                               |
| Dannowen                | Siegenau                      | Danowo          |                                               |
| Fröhlichen              |                               | Myśliki         |                                               |
| Kommorowen              | Ebhardtshof                   | Komorowo        | 1928 nach Kosuchen eingegliedert              |
| Konopken                | Mühlengrund (Ostpr.)          | Konopki         |                                               |
| Kosuchen                | Kölmerfelde                   | Kożuchy         |                                               |
| Krussewen               | Erztal                        | Kruszewo        |                                               |
| Lissen                  | Dünen                         | Lisy            |                                               |
| Lodigowen               | Ludwigshagen                  | Łodygowo        |                                               |
| Pawlozinnen             | Paulshagen                    | Pawłocin        |                                               |
| Rollken                 |                               | Rolki           | 1928 nach Kosuchen eingegliedert              |
| Schwiddern              |                               | Świdry          |                                               |
| Woynen                  | Woinen                        | Wojny           |                                               |
| vor 1908 eingegliedert: |                               |                 |                                               |
| Skarzinnen              | Richtenberg (Ostpr.)          | Skarżyn         | vorher zum Amtsbezirk Groß Rogallen zugehörig |
| Wlosten                 | Flosten                       | Włosty          | vorher zum Amtsbezirk Groß Rogallen zugehörig |

Am 1. Januar 1945 wurde der Amtsbezirk von den Dörfern Dünen, Erztal, Flosten, Fröhlichen, Großdorf, Kölmerfelde, Ludwigshagen, Mühlengrund, Paulshagen, Richtenberg, Schwiddern, Siegenau, Steinen und Woinen gebildet.